# Adenodaphne
Adenodaphne é um género botânico pertencente à família Lauraceae.

## Espécies
- Adenodaphne corifolia
- Adenodaphne macrophylla
- Adenodaphne spathulata
- Adenodaphne triplinervia
- Adenodaphne uniflora